# Ashildr
Ashildr, anche nota come Io o Lady Io, è un personaggio immaginario della serie televisiva britannica di fantascienza Doctor Who, interpretata dall'attrice Maisie Williams. Viene introdotta nell'episodio della nona stagione La ragazza che morì, per poi apparire altre volte durante la stagione.

## Biografia
Ashildr, figlia di Einarr, appare per la prima volta nell'episodio La ragazza che morì, dove è presentata come una creatrice di marionette vichinga e una cantastorie. Quando la razza aliena militarista dei Mire fa irruzione nel suo villaggio, Ashildr dichiara guerra tra il villaggio e i Mire. Come parte di un piano di battaglia ideato dal Dodicesimo Dottore, Ashildr usa la tecnologia all'interno di uno dei caschi dei Mire per creare un'illusione per spaventare i Mire in una ritirata. In tal modo, muore di insufficienza cardiaca, essendo stata "usata ... come una batteria" essendo connessa alla macchina del fango. La compagna del dottore, Clara Oswald, persuade il Dottore a salvarla. Ashildr viene riportata in vita con la tecnologia medica Mire, rendendola funzionalmente immortale, ma il Dottore la avverte che ci saranno conseguenze. Le dà anche un altro pezzo della stessa tecnologia che l'ha riportata in vita.
Nell'episodio seguente La donna che visse, il Dottore raggiunge Ashildr nel 1651 in Inghilterra dopo che sono passati 800 anni per lei. È diventata un bandito, adottando il nuovo nome di "Io". Avendo vissuto molte guerre e subendo molte perdite, ha in programma di percorrere la galassia con un Leoniano chiamato Leandro. Il Dottore la aiuta a recuperare un amuleto chiamato Occhi di Ade, non sapendo che creerà un portale usando la morte del bandito rivale Sam Swift. Tuttavia, Leandro tradisce Ashildr e, invece, evoca una flotta di navi per attaccare la Terra. Ashildr usa il suo pezzo di ricambio della tecnologia medica Mire per ripristinare la vita di Sam e chiudere il portale al mondo di Leandro. Promette al Dottore di sorvegliare i suoi compagni sulla Terra, mettendoli al sicuro dopo aver smesso di viaggiare con lui. Poco dopo, la scorge sullo sfondo di una foto sul cellulare di Clara scattata nel XXI secolo.
Quando il Dottore incontra Ashildr in Affrontare il corvo, ella gestisce un campo profughi alieno nascosto nel cuore del XXI secolo a Londra. Dopo aver attirato il Dottore usando Rigsy, una vecchia conoscenza del Dottore, come esca. In un tentativo sconsiderato di sovvertire il piano di Ashildr, Clara prende la condanna a morte di Rigsy per guadagnare altro tempo, senza rendersi conto che Ashildr non può rimuoverlo una volta che è stato trasferito a un nuovo destinatario. Ashildr, ora piena di rimorsi, prende la chiave TARDIS del Dottore e lo teletrasporta ai suoi collaboratori, che vengono rivelati in "Hell Bent" come la razza del dottore: i Signori del Tempo.
Nel finale della nona stagione Piegato dall'inferno, il Dottore tenta di aiutare Clara a imbrogliare la morte e fugge con lei sul pianeta Gallifrey alla fine dei tempi, dove Ashildr rimane l'ultima creatura esistente. Lei consiglia al Dottore di interrompere la sua attuale linea di azione, per il bene dell'universo, e così il Dottore e Clara si sottomettono per avere uno di loro cancellato dai loro ricordi. Il Dottore perde i suoi ricordi di Clara, che lo riporta sulla Terra e lo ricongiunge con il suo TARDIS, ma parte con Ashildr per nuove avventure in un TARDIS appena acquisito. Clara promette ad Ashildr di tornare a Gallifrey per affrontare la sua morte, ma non prima di vedere l'universo.